# Heliomystis electrica
Heliomystis electrica är en fjärilsart som beskrevs av Edward Meyrick 1888. Heliomystis electrica ingår i släktet Heliomystis och familjen mätare. Inga underarter finns listade i Catalogue of Life.

## Bildgalleri

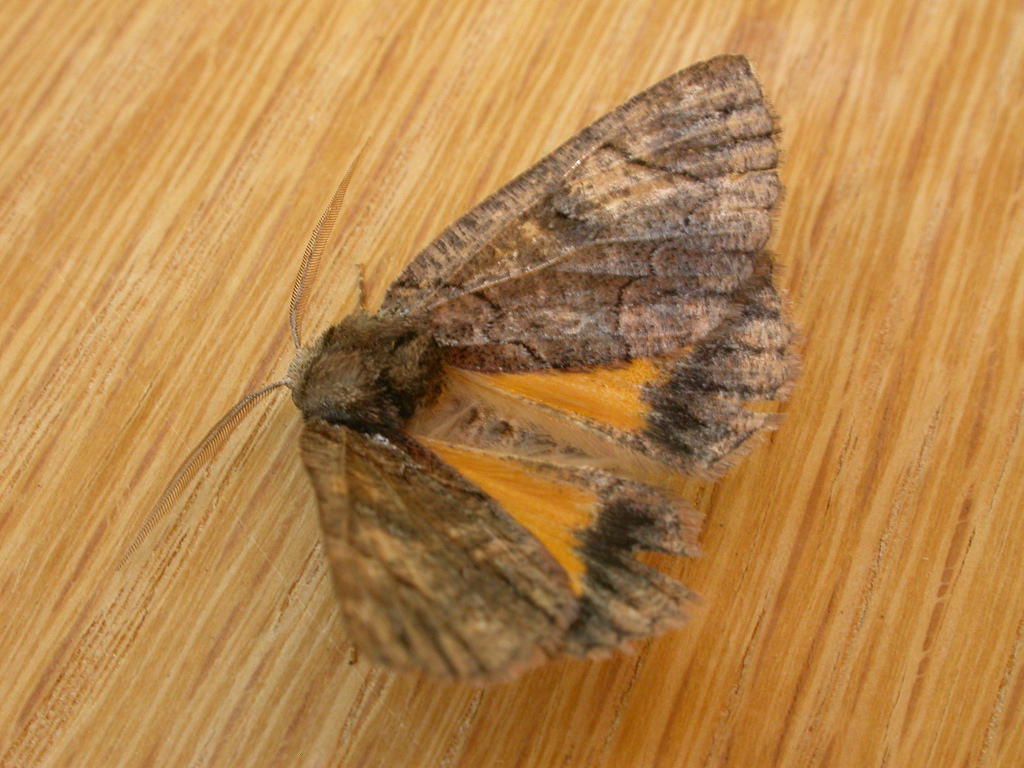